# Biyuan Zhengzhou Women's Tennis Open 2017
Lo Biyuan Zhengzhou Women's Tennis Open 2017 è stato un torneo di tennis femminile giocato sui campi in cemento all'aperto. È stata la quarta edizione del torneo, che fa parte del WTA Challenger Tour 2017. Il torneo si è giocato al Zhongyuan Tennis Training Base Management Center di Zhengzhou, in Cina, dal 17 al 23 aprile 2017.

## Partecipanti

### Teste di serie
| Nazionalità | Giocatrice    | Ranking* | Testa di serie |
| ----------- | ------------- | -------- | -------------- |
| Cina        | Peng Shuai    | 40       | 1              |
| Cina        | Wang Qiang    | 62       | 2              |
| Cina        | Duan Yingying | 63       | 3              |
| Giappone    | Nao Hibino    | 77       | 4              |
| Cina        | Zheng Saisai  | 88       | 5              |
| Giappone    | Kurumi Nara   | 95       | 6              |
| Cina        | Han Xinyun    | 120      | 7              |
| Cina        | Liu Fangzhou  | 137      | 8              |

* Ranking al 10 aprile 2017.

### Altre partecipanti
Le seguenti giocatrici hanno ricevuto una wild card:
- Liu Chang
- Peng Shuai
- Tang Haochen
- Xu Yifan
- Yang Zhaoxuan

Le seguenti giocatrici sono passate dalle qualificazioni:
- Guo Hanyu
- Kang Jiaqi
- Peangtarn Plipuech
- Varatchaya Wongteanchai

## Campionesse

### Singolare
Wang Qiang ha conquistato il titolo a seguito del ritiro di  Peng Shuai sul punteggio di 3-6, 7–6(3), 1-1.

### Doppio
Han Xinyun /  Zhu Lin hanno sconfitto in finale  Jacqueline Cako /  Julia Glushko con il punteggio di 7-5, 6-1.